# Calliopum dolabriforme
Calliopum dolabriforme är en tvåvingeart som beskrevs av Mitsuhiro Sasakawa och Kozanek 1995. Calliopum dolabriforme ingår i släktet Calliopum och familjen lövflugor.
Artens utbredningsområde är Nordkorea. Inga underarter finns listade i Catalogue of Life.